# 安德魯·康斯戴恩
安德魯·康斯戴恩（英語：Andrew Considine；1987年4月1日—) 是蘇格蘭的一位足球運動員，在場上的位置是中後衛或左後衛。他現在效力於蘇格蘭足球超級聯賽球隊阿伯丁足球俱樂部。他在2004年首次代表成人隊上場，已經代表阿伯丁參加超過400場比賽。

## 外部連結
- Template:SFA profile
- 足球数据库：安德魯·康斯戴恩的球员统计数据
- Profile and stats at AFC Heritage Trust （页面存档备份，存于）